# Hugh Grant
Hugh John Mungo Grant (Londres, 9 de setembro de 1960) é um ator britânico. Ele tornou-se conhecido por interpretar personagens charmosas e vulneráveis em comédias românticas e, mais tarde, começou a interpretar personagens mais dramáticas. Ao longo da sua carreira, Hugh recebeu um prémio BAFTA e um Globo de Ouro (ambos por Quatro Casamentos e Um Funeral) e um César honorário. Em 2018, os seus filmes tinham rendido quase três mil milhões de dólares nas bilheteiras e em 2022 a revista Time Out considerou-o um dos 50 melhores atores de sempre do Reino Unido.
Hugh começou a receber atenção por papéis em dramas de época elogiados pela crítica como Maurice (1987), pelo qual ganhou a Coppa Volpi de Melhor Ator no Festival de Cinema de Veneza; The Remains of the Day (1993) e Sense and Sensibility (1995). O filme Quatro Casamentos e Um Funeral, lançado em 1994, tornou-o famoso internacionalmente e, nos anos seguintes, o ator protagonizou algumas das comédias românticas de maior sucesso da época, incluindo Notting Hill (1999), O Diário de Bridget Jones (2001), Two Weeks Notice (2002), Love Actually (2003) e Music and Lyrics (2007).
Após o falhanço do filme Did You Hear About the Morgans (2009), Hugh fez uma pausa na carreira e, quando regressou à representação, começou a escolher papéis mais variados. Em 2012, interpretou várias personagens no filme de ficção científica Cloud Atlas e, em 2016 e 2017, foi elogiado pela crítica pelos seus papéis em Florence Foster Jenkins e Paddington 2, tendo recebido nomeações para os prémios BAFTA pelos dois papéis. Nesta altura, Hugh também regressou à televisão nas minisséries acalmadas pela crítica A Very English Scandal (2018) e The Undoing (2020), que lhe valerem nomeações para os prémios Emmy.
Hugh também é conhecido pelo seu ativismo político contra os abusos da imprensa, sendo um crítico proeminente da conduta do aglomerado de notícias News Corporation de Rupert Murdoch. Neste contexto, foi o porta-voz da campanha Hacked Off, que pedia a condenação do tabloide News of the World por ter colocado escutas ilegais no telefone da vítima de homicídio Milly Dowler. Hugh foi uma das testemunhas do Inquérito Leveson, que procurou apurar responsabilidades pela conduta da imprensa mais sensacionalista.

## Biografia

### Família
Hugh Grant é filho de Fynvola Susan MacLean, uma professora, e de James Murray Grant, um militar, artista e vendedor de carpetes. Tem um irmão mais velho, James, que é banqueiro em Nova Iorque. A família vivia em Chiswick, no Oeste de Londres.
O seu avô, o Coronel James Murray Grant, foi condecorado por bravura e liderança em Saint-Valery-en-Caux durante a Segunda Guerra Mundial. Seu trisavô escocês, Dr. James Stewart, foi um assistente do missionário David Livingstone e possui parentesco com William Drummond, o 4° Visconde Strathallan. 
O genealogista Anthony Adolph descreveu os antepassados de Hugh como "uma tapeçaria anglo-escocesa colorida de guerreiros, construtores de império e aristocratas". Entre os seus antepassados encontram-se Sir Walter Raleigh, John Murray, 1.º Marquês de Atholl; Heneage Finch, 1.º Conde de Nottingham; Sir Evan Nepean e uma irmã do primeiro-ministro Spencer Perceval.
Na entrevista que deu no programa Inside the Actors Studio em 2002, Hugh revelou que a sua mãe foi responsável por "quaisquer genes de representação que eu possa ter". Ambos os seus pais eram filhos de famílias militares, mas apesar disso, ele já afirmou que isso não significava que eles tivessem sempre dinheiro. Hugh passou vários verões da sua infância a caçar e a pescar com o seu avô na Escócia.

### Educação
Hugh iniciou os seus estudos na Hogarth Primary School em Chiswick. Depois, estudou na St Peter's Primary School em Hammersmith e, mais tarde, na Wetherby School em Notting Hill. Entre 1969 e 1973, frequentou a Latymer Upper School em Hammersmith, onde fez parte das equipas de rugby, cricket e futebol. Ele também representou a escola no programa de cultura geral Top of the Form, onde duas equipas de quatro alunos de diferentes escolas secundárias competiam entre si.
Em 1979, recebeu a bolsa de estudos Galsworthy para a New College, na Universidade de Oxford, onde estudou literatura inglesa. Enquanto era estudante em Oxford, Hugh fez parte da Oxford University Dramatic Society, mas só via a representação como um escape criativo e não tinha intenções de ser ator profissional na época. Quando ainda era estudante, protagonizou o filme Priviledged (1982), produzido pela Oxford University Film Foundation.
Hugh recebeu uma oferta para tirar um doutorado em História da Arte no Instituto Courtauld de Arte, de Londres, mas não pôde segui-la pois não alcançou o grau de primeira classe necessário para conseguir uma bolsa de estudos.

## Carreira

### 1982–1986: Primeiro filme, trabalho no palco e comédia
Depois de se estrear no cinema no filme Priviledged (1982), Hugh teve vários empregos que incluíram vice-encarregado do relvado do Fulham F.C., explicador, guionista de comédia e guionista e produtor na Talkback Productions onde criava anúncios para a rádio. Quando Priviledged foi exibido pela Academia Britânica de Cinema em Londres, Hugh foi abordado por um agente que se ofereceu para o representar. Na altura, Hugh ainda estava determinado a frequentar o Instituto Courtauld e rejeitou a oferta, mas depois voltou a considerá-la por achar que representar durante um ano seria bom para ganhar dinheiro para os seus estudos.
Pouco depois, Hugh conseguiu um papel secundário no filme The Bounty (1984), protagonizado por Mel Gibson e Anthony Hopkins. Porém, ele não pôde aceitá-lo porque ainda não fazia parte do sindicato de atores Equity, que na altura só permitia o acesso através de trabalho em teatro regional. Para conseguir ser membro do sindicato, Hugh juntou-se à Nottingham Playhouse e viveu um ano em Park Terrace em Nottingham. Richard Digby Day dirigiu-o em papéis pequenos nesta companhia de teatro em peças como Lady Windermere's Fan e uma produção avant-gard de Hamlet e Coriolanus.
Aborrecido com os papéis secundários que se viu forçado a interpretar, Hugh criou um grupo de comédia chamado The Jockeys of Norfolk, um nome derivado da peça Richard III de William Shakespeare, com os seus amigos Chris Lang e Andy Taylor. O grupo atuava em pubs de Londres e, em 1985, chegou ao Festival Fringe de Edimburgo. Em 1986, Hugh interpretou o papel de Eric Birling na peça An Inspector Calls no Royal Exchange Theatre em Manchester. O seu desempenho foi considerado "excelente".

### 1985–1993:Mauricee outros projetos
Em 1985 e 1986, Hugh teve papéis pequenos em oito séries e telefilmes. O seu primeiro papel principal surgiu em 1987, quando interpretou Clive Durham, uma das personagens principais do filme Maurice, da companhia Merchant Ivory Productions. Tal papel lhe concedeu o prêmio de Melhor Ator do Festival de Veneza, juntamente com o ator James Wilby com quem contracena no filme.
Durante o final dos anos 80 e o início dos anos 90, ele teve papéis secundários na televisão e no cinema, sendo alguns dos mais conhecidos o de Hugh Cholmondeley, 3.º Barão de Delamere em White Mischief (1987), que foi nomeado para um BAFTA; e um papel em The Dawning (1988), once contracenou com Anthony Hopkins e Jean Simmons.
Em 1988, Hugh protagonizou o filme Lair of the White Worm de Ken Russell. No mesmo ano, interpretou o papel de Lord Byron no filme espanhol premiado com um Goya, Remando al viento. Em 1990, teve um papel secundário no filme de crime The Big Man, protagonizado por Liam Neeson, onde Hugh fez um sotaque escocês. Em 1991, estrelou no filme Impromptu, interpretando Frédéric Chopin, ao lado da atriz Judy Davis (como a escritora George Sand) e do ator Julian Sands (como Franz Liszt).
Em 1992, teve um papel em Bitter Moon de Roman Polanski, interpretando um turista inglês meticuloso e bem educado que é casado, mas que fica encantado com o hedonismo sexual de uma mulher francesa sedutora. O filme foi considerado uma "obra-prima antirromântica de obsessão sexual e crueldade" pelo The Washington Post. Em 1993, teve um papel importante no filme The Remains of the Day.
Mais tarde, Hugh satirizou o início da sua carreira: "Fiz muitos pudins europeus onde havia um guião francês, um realizador espanhol e atores ingleses. Normalmente, o guião era escrito por um estrangeiro e era muito mal traduzido para inglês. E contratavam atores ingleses porque achavam que assim iam conseguir vender o filme na América".

### 1993–1999:Quatro Casamentos e Um Funerale estrelato

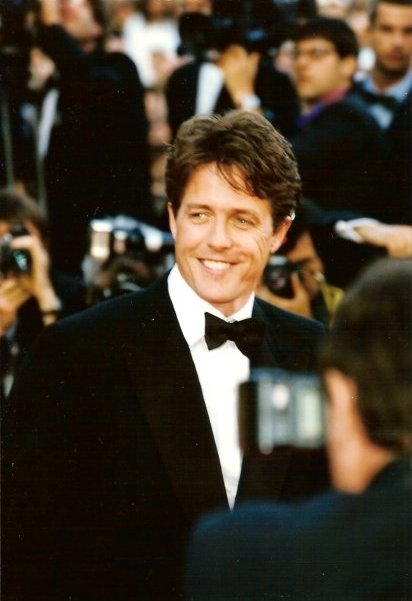
Hugh Grant no Festival de Cannes em 1997

,Aos 32 anos, Hugh afirmou ter estado perto de desistir da representação, mas ficou surpreendido quando recebeu o guião do filme Quatro Casamentos e Um Funeral (1994). "Se recebessem tantos guiões maus como eu recebi, ficariam muito agradecidos quando vos chega às mãos um em que o tipo tem mesmo piada", recordou mais tarde. Lançado em 1994, com Hugh no papel principal, Quatro Casamentos e Um Funeral bateu recordes de bilheteira e, à época, tornou-se no filme inglês mais rentável de sempre, tendo rendido 244 milhões de dólares nas bilheteiras, e fez de Hugh uma estrela internacional. O seu perfil no livro The Trouble with Men: Masculinities in European and Hollywood Cinema diz:
Quatro Casamentos fez dele uma verdadeira estrela internacional cuja imagem foi promovida infinitamente em artigos de tabloides, talk shows na televisão e perfis em revistas, especialmente nas revistas femininas de grande tiragem. Hugh foi cuidadoso ao interpretar o papel do cavalheiro inglês afável e autodepreciativo. As suas entrevistas falavam frequentemente de como era atraente, um ídolo de matiné moderno muito bonito de uma forma clássica inglesa, com o seu cabelo desgovernado e sorriso charmoso. As suas boas maneiras impecáveis eram fermentadas pelo palavrão ocasional.
O filme foi nomeado para dois Óscares e, entre vários prémios, valeu a Hugh o Globo de Ouro de Melhor Ator em Comédia ou Musical e o prémio BAFTA de Melhor Ator. Também foi o início de uma série de filmes onde Hugh foi escolhido para o papel do solteirão afável. Hugh viu isto como uma piada por achar que as pessoas assumiram que ele tinha a personalidade do guionista (Richard Curtis), que é conhecido por escrever sobre ele próprio e a sua vida. Hugh disse mais tarde:
Apesar de dever todo o sucesso que tenho a Quatro Casamentos e Um Funeral, passado algum tempo tornou-se frustrante que as pessoas tivessem duas suposições: a primeira era que eu era aquela personagem quando, na verdade, isso não podia ser mais mentira, como o Richard poderá afirmar. E a outra coisa frustrante era que as pessoas achavam que eu só conseguia fazer aquilo. Acho que, como esses filmes tiveram sucesso, ninguém, talvez com razão, se deu ao trabalho de alugar os outros filmes que eu tinha feito.
Em julho de 1994, Hugh assinou um contrato de produção de dois anos com a Castle Rock Entertainment e, em outubro desse ano, foi o fundador e tornou-se diretor da companhia de produção Simian Films Limited. Ele contratou a sua namorada na altura, Elizabeth Hurley, para chefe de desenvolvimento para procurar futuros projetos. A Simian Films produziu dois filmes de Hugh na década de 1990 e não conseguiu chegar a acordo para produzir About a Boy, que foi entregue à companhia de produção de Robert De Niro, TriBeCa Productions. A companhia encerrou a sua atividade nos EUA em 2002 e Hugh demitiu-se do cargo de diretor em dezembro de 2005.
Antes do lançamento de Quatro Casamentos e um Funeral, Hugh tinha-se reunido com o realizador do filme, Mike Newell, para protagonizar a tragicomédia An Awfully Big Adventure (1995), que foi considerado "um filme verdadeiramente original" pelo The New York Times. Hugh interpreta o papel do encenador arrogante de uma companhia de teatro de Liverpool no pós-Segunda Guerra Mundial. O crítico Roger Ebert escreveu: "Mostra que ele consegue interpretar papéis variados". Porém, o San Francisco Chronicle não gostou do filme, afirmando que se tratava de uma "produção de vaidade para Grant". O seu papel seguinte foi o de um cartógrafo a trabalhar no País de Gales em 1917 no filme The Englishman Who Went Up a Hill But Came Down a Mountain (1995).

O primeiro projeto financiado por um grande estúdio de Hollywood de Hugh Grant surgiu em 1995 com o filme Nine Months. O filme, realizado por Chris Columbus e que conta com Julianne Moore, foi um sucesso de bilheteira, mas foi destruído pela crítica. O The Washington Post descreveu-o como "uma partida monstruosamente bajuladora" e destacou negativamente o desempenho de Hugh, no papel de um pedopsiquiatra que reage mal à gravidez inesperada da namorada. O próprio Hugh criticou bastante o seu desempenho em Nine Months e disse numa entrevista em 2016:
"Eu estraguei aquilo. E a culpa foi toda minha. Entrei em pânico, foi uma evolução tão rápida do que me tinham pagado para fazer antes para aquilo que me estavam a oferecer. E a escala era desumana para aquilo a que estava habituado, a escala da produção da 20th Century Fox, isso tudo. Eu esforcei-me demasiado e esqueci-me de fazer coisas básicas da representação como ser credível. Por isso, fiz umas caras e exagerei, foi um choque.
Ainda em 1995, Hugh interpretou o papel de Edward Ferrars na adaptação ao cinema do romance Sense and Sensibility de Jane Austen, escrita por Emma Thompson. O filme, realizado por Ang Lee foi bastante elogiado pela crítica e recebeu vários prémios, incluindo o Óscar de Melhor Argumento Adaptado. No mesmo ano, Hugh teve um papel em Restoration. Lisa Schwarzbaum escreveu que Hugh "divertiu-se muito e libertou-se a interpretar um pintor arrogante de retratos da corte" e Kevin Thomas do Los Angeles Times disse que Hugh tinha "alguns momentos deliciosos" no filme.
Em 1996, Hugh estreou-se como produtor com o thriller Extreme Measures. Roger Ebert e Gene Siskel deram três em quatro estrelas ao filme e Siskel escreveu: "O trabalho de Hugh Grant em Extreme Measures é um destaque refrescante".
Após uma pausa de três anos, em 1999, Hugh contracenou com Julia Roberts em Notting Hill, que foi escrito por Richard Curtis e produzido praticamente pela mesma equipa responsável por Quatro Casamentos e Um Funeral. Esta nova produção da Working Title destronou Quatro Casamentos e Um Funeral e tornou-se no maior êxito de sempre da história do cinema britânico, com receitas de 363 milhões de dólares. O filme tornou-se ainda num modelo para comédias românticas modernas e foi bem recebido pela crítica. O crítico da CNN, Paul Clinton, disse: "Notting Hill destaca-se como mais uma história engraçada e comovente sobre o amor que vence todas as adversidades". As reações ao desempenho de Hugh, que lhe valeu a sua segunda nomeação para os Globos de Ouro, foram variadas. Stephanie Zacharek do Salon.com disse: "O desempenho de Hugh Grant destaca-se como um emblema do que está mal com Notting Hill. O que é exasperante nele é que ele nunca se deixa de tretas. Ele tornou-se num daqueles atores que só sabe ser autodepreciativo, desde as suas rugas cintilantes ao meio século que demora a dizer uma deixa". O filme deu a oportunidade aos seus dois protagonistas de satirizar os problemas da fama internacional, destacando-se a cena em que Hugh finge ser um jornalista numa conferência de imprensa aborrecida com uma expressão que o The New York Times descreveu como: "uma impassividade encantadoramente engraçada".
Nesse ano, Hugh também lançou o segundo filme onde trabalhou como produtor: a comédia Mickey Blue Eyes. O filme não foi bem recebido pela crítica e teve resultados modestos nas bilheteiras. Roger Elbert achou que "Hugh Grant não foi a opção certa para o papel e falha em todas as notas". Já Kenneth Turan do Los Angeles Times disse: "Se ele estivesse no Titanic, teria morrido menos gente. Se ele tivesse acompanhado Robert Scott ao Polo Sul, o explorador teria vivido até aos 100 anos. Ele tem esse jeito para salvar filmes condenados".

### 2000–2009: Papéis em comédias românticas

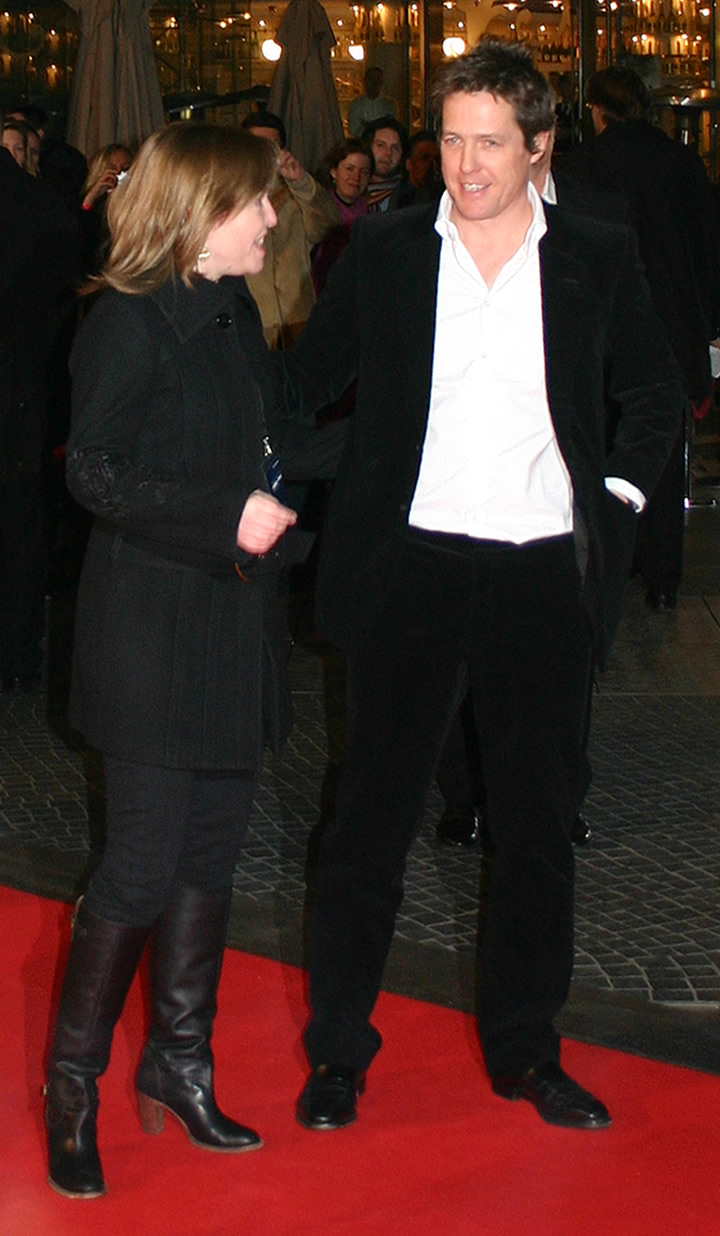
Hugh Grant na estreia de Music and Lyrics em 2007

Hugh começou o novo milénio com um projeto do realizador Woody Allen. Em Small Time Crooks, Hugh interpretou, nas palavras do crítico de cinema Andrew Sarris, "um marchand mesquinho, petulante e que quer ser um Pygmalion e é uma das personagens mais reles e antipáticas que Woddy Allen já criou". Num papel onde não pôde usar os seus atributos cómicos, o The New York Times escreveu: "Hugh Grant enche a personagem com uma mistura perfeita de charme e calculismo nojento". Em 2000, Hugh também se juntou ao conselho de supervisão da IM Internationalmedia AG, a poderosa empresa de cinema e media com sede em Munique.
Em 2001, o seu desempenho como o editor de livros charmoso, mas mulherengo Daniel Cleaver em O Diário de Bridget Jones foi descrito pela Variety como: "a destruição mais matreira e cómica da imagem polida e simpática de uma estrela de que há memória". O filme, adaptado do romance homónimo de Helen Fielding, foi um sucesso internacional com receitas de 281 milhões de dólares. Segundo o The Washington Post, Hugh foi "um canalha cruel e manipulador escondido pela imagem de deus masculino que ele conhece tão bem".
Em 2002, Hugh interpretou o papel do mulherengo rico Will Freeman em About a Boy, uma adaptação ao cinema do best-seller homónimo de Nick Hornby. A BBC achou que Hugh teve "um desempenho cómico imaculado" e, com o seu guião a ser nomeado para um Óscar, About a Boy foi descrito pelo The Washington Post como "uma comédia romântica rara que se atreve a escolher a malvadez em vez de um fim satisfatório, independência espinhosa em vez do fetiche de uma vida em casal e sinceridade em vez do final típico à Hollywood". A Rolling Stone escreveu: "A comédia ácida no desempenho de Hugh é o que dá vida ao filme e ele dá-lhe o toque desolador de gravidade que ele precisa". Roger Ebert disse que: "o departamento de Cary Grant está com falta de pessoal e Hugh Grant demonstra que é mais do que uma estrela, é um recurso". Lançado um dia após a estreia do blockbuster Star Wars: Episode II – Attack of the Clones, About a Boy teve um sucesso mais modesto na bilheteira do que outros filmes de Hugh, tendo rendido 129 milhões de dólares. O filme valeu a Hugh Grant a sua terceira nomeação para os Globos de Ouro, assim como o prémio de Melhor Ator da London Film Critics Circle e a revista GQ considerou-o um dos homens do ano.
No mesmo ano, Hugh contracenou com Sandra Bullock na comédia romântica Two Weeks Notice, que rendeu 199 milhões de euros nas bilheteiras, mas não convenceu os críticos. A publicação The Village Voice concluiu que a personagem bilionária e mimada de Hugh era "pouco mais do que uma máquina britânica".
Em 2003, Hugh Grant fez parte do elenco do filme Love Actually no papel do Primeiro-Ministro britânico. O filme, lançado na época de Natal pela Working Title Films, foi promovido como "a derradeira comédia romântica" e rendeu 246 milhões de euros nas bilheteiras. O filme marcou a estreia como realizador de Richard Curtis que disse ao The New York Times que Hugh insistiu que a sua personagem fosse alterada para a tornar mais autoritária e menos desesperadamente encantadora do que as personagens anteriores escritas por ele. O crítico Roger Ebert defendeu que "Hugh amadureceu e tornou-se num comediante romântico esplêndido" e tem "tanta confiança que interpreta o Primeiro-Ministro britânico como se ele tivesse aceitado o cargo para ser um bom sujeito". Por outro lado, o crítico Rex Reed descreveu o seu desempenho como "uma interpretação demasiado sexual de Tony Blair".
No ano seguinte, Hugh voltou a interpretar Daniel Clever, embora o seu papel tenha sido reduzido, no filme Bridget Jones: The Edge of Reason. À semelhança do seu antecessor, o filme foi um sucesso de bilheteiras, tendo rendido mais de 262 milhões de dólares. No entanto, foi bastante criticado pela imprensa e atualmente tem uma classificação de apenas 27% no site Rotten Tomatoes.
Após uma pausa de dois anos, Hugh voltou a trabalhar com Paul Weitz (o realizador de About a Boy) na comédia negra American Dreamz (2006). Hugh protagoniza o filme no papel de apresentador de um reality show ao estilo de American Idol onde, segundo Caryn James do The New York Times, "nada é real... exceto o buraco negro no meio do coração do apresentador, uma vez que Hugh Grant leva o seu papel de vilão ao limite". American Dreamz foi um falhanço a nível financeiro, mas o desempenho de Hugh foi elogiado pela crítica.
Em 2007, ele contracenou com Drew Barrymore numa paródia da cultura pop e da indústria da música chamada Music and Lyrics. A Associated Press descreveu o filme como "um pequeno e estranho híbrido de comédia romântica que é ao mesmo tempo demasiado fofo, mas não é suficientemente extravagante". Apesar de Hugh não ter por hábito ouvir música nem ter CDs, ele aprendeu a cantar, a tocar piano, a dançar e estudou os maneirismos de músicos famosos para se preparar para o papel de um cantor pop ultrapassado vagamente baseado em Andrew Ridgeley, membro do grupo Wham!. O filme, com receitas de 145 milhões de dólares, permitiu-lhe satirizar o estrelato pop descartável e a natureza passageira da fama através da sua personagem decadente. Segundo o San Francisco Chronicle, "Hugh atinge a nota perfeita em relação à carreira de Alex: é demasiado inteligente para não se sentir um pouco embaraçado, mas é demasiado descarado para sentir algo parecido com vergonha".
Em 2009, Hugh protagonizou, com Sarah Jessica Parker, a comédia romântica Did You Hear About the Morgans?, que foi um falhanço comercial e junto da crítica.

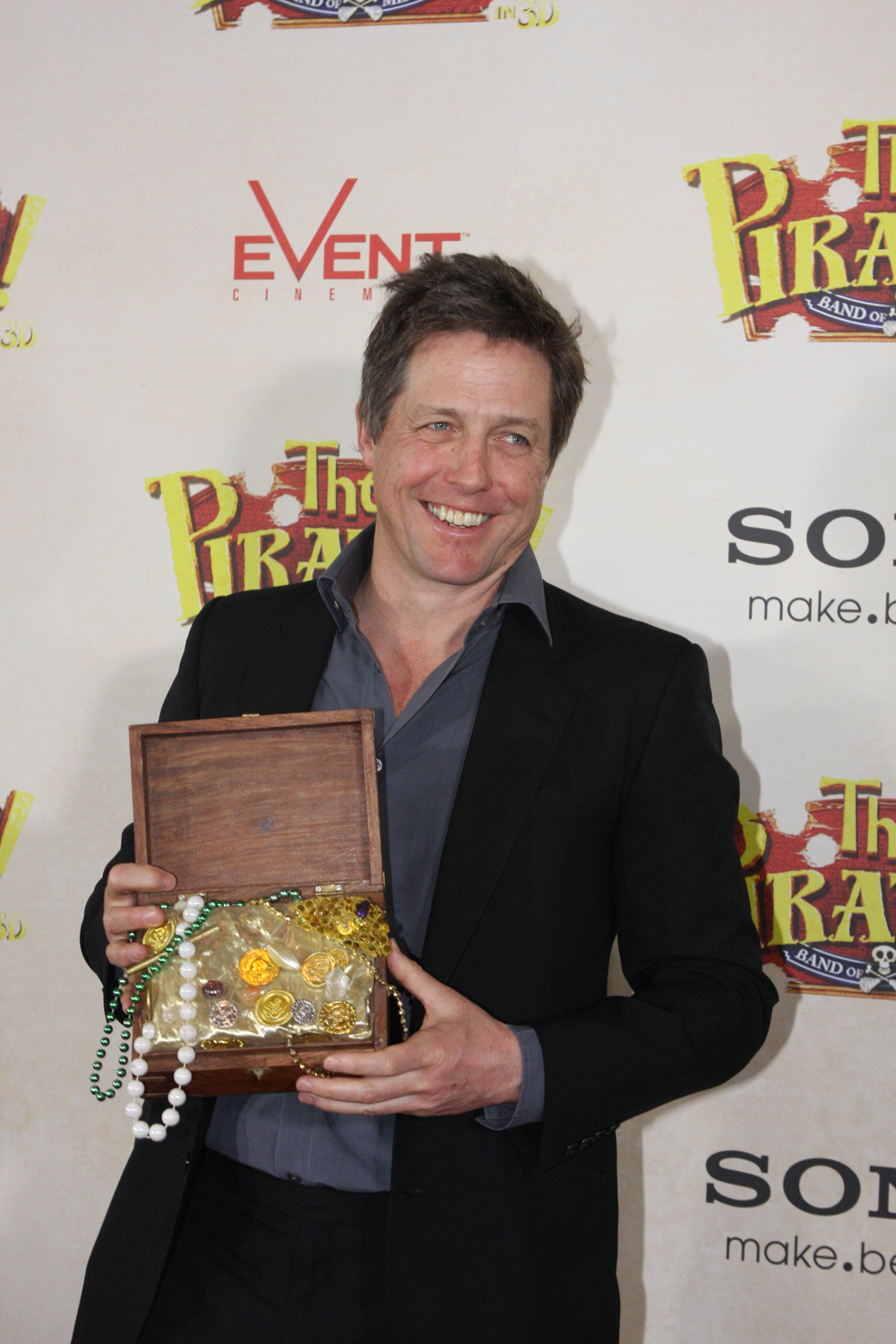
Hugh Grant na estreia de The Pirates! em 2012

### 2012–2015: Fase experimental
Hugh fez parte do elenco do épico de ficção científica das Wachowski e de Tom Tykwer, Cloud Atlas, em 2012. No filme, ele interpreta seis personagens. No mesmo ano, fez a dobragem do filme de animação The Pirates! Band of Misfits, no papel principal. Ele reuniu-se com o realizador Marc Lawrence na comédia dramática The Rewrite (2014), onde contracenou com Marisa Tomei. O filme teve críticas mistas, mas o desempenho de Hugh foi elogiado por vários críticos. O realizador Quentin Tarantino considerou este filme um dos melhores do ano e afirmou que Hugh Grant era "o protagonista perfeito".
Em 2015, Hugh interpretou o papel secundário de Alexander Waverly no thriller de Guy Ritchie, The Man from U.N.C.L.E. A publicação Entertainment Weekly descreveu o seu desempenho como "a única parte divertida" do filme e Glenn Kenny do site Rogerebert.com deu uma crítica mista ao filme, mas afirmou que "apesar de não ser possível dizer que Hugh Grant salva o filme, o seu regresso à proeminência na última meia hora, após uma pequena participação no início do filme, anima consideravelmente as coisas".

### 2016–presente: Renascimento da carreira
Em 2016, Hugh interpretou o papel de St. Clair Bayfield, parceiro da personagem principal (interpretada por Meryl Streep) no filme Florence Foster Jenkins, realizado por Stephen Frears. O seu desempenho foi bastante elogiado pela crítica que o descreveu como "o melhor da sua carreira" (Screen International), "um dos seus melhores desempenhos desde há vários anos" (Indiewire), "o melhor trabalho da sua carreira" (Variety) onde ele "vai mais a fundo, de uma forma mais sombria e arriscada" (Rolling Stone).  Rafer Guzman da Newsday disse: "De certeza que o ator de 55 anos assinou a sua primeira nomeação para os Óscares". Carrie Rickey da Yahoo! Movies comentou que Hugh "merece o Globo, uma nomeação para os Óscares e o reconhecimento, finalmente, de que ele é único e insubstituível entre os atores modernos". Hugh foi nomeado para o seu primeiro prémio da Screen Actors Guild em nome individual e também recebeu nomeações para os BAFTA, Globos de Ouro, Critic's Choice Awards, Satellite Awards e European Film Awards. Vários críticos consideraram o seu desempenho um dos melhores do ano e muitos previram que ele conseguisse a sua primeira nomeação para os Óscares, mas tal não aconteceu.
O seu próximo projeto foi Paddington 2, onde interpretou o vilão Phoenix Buchanan. O filme foi um sucesso comercial e junto da crítica. O The Guardian descreveu o desempenho de Hugh como "rouba cenas", enquanto a IGN comentou: "Hugh continua a ter um regresso incrível na sua carreira, mais uma vez a recorrer às suas capacidades peritas de comédia como Phoenix Buchanan, que apresenta cada um dos seus disfarces ridículos com uma espécie de inconsciência egoísta que Hugh é perfeito a desenvolver". Hugh venceu o prémio de Melhor Ator Secundário do Ano da London Film Critics' Circle Awards e foi nomeado para o seu terceiro BAFTA. O seu desempenho ficou em 22.º na lista da IndieWire dos melhores desempenhos da década.

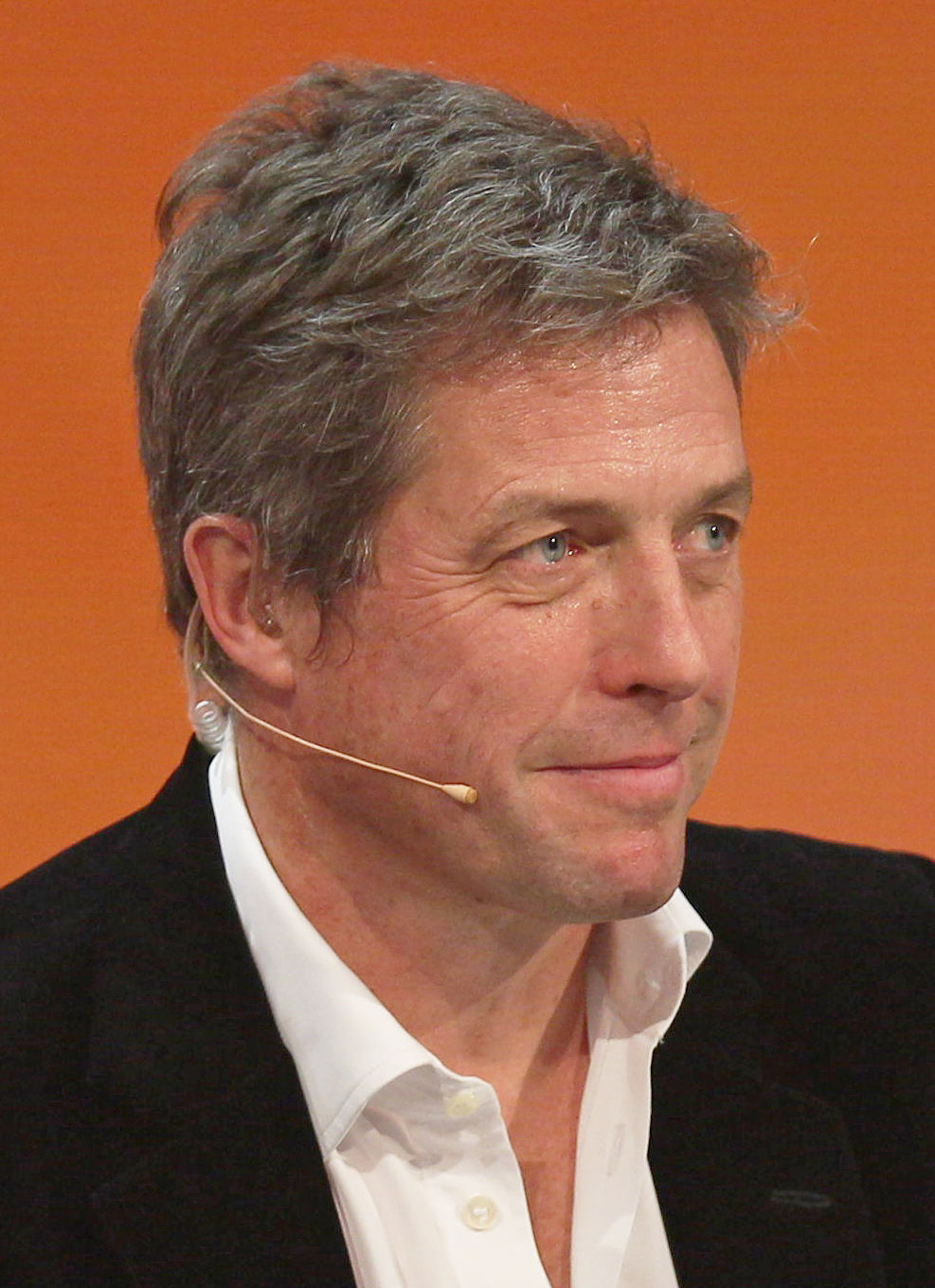
Hugh Grant em 2014

Em 2018, Hugh teve o seu primeiro projeto na televisão em 25 anos no papel de Jeremy Thorpe na minissérie da BBC One, A Very English Scandal, que marcou a sua segunda colaboração com o realizador Stephen Frears. A minissérie, e Hugh em particular, foram bastante elogiados. A crítica do Digital Spy dizia: "Sempre houve um diabo nos melhores desempenhos de Hugh e em Thorpe, um homem com um lado negro plenamente desenvolvido, ele encontrou o papel mais rico que teve em anos". O The New Statesman escreveu: "Hugh Grant é Thorpe e tudo no seu desempenho é exatamente assim. É o papel da vida de Hugh e ele interpreta-o de forma ainda mais brilhante do que o seu Phoenix Buchanan em Paddington 2". O The Sunday Times escreveu: "Tornou-se aborrecido prever os elogios a este drama mas, no papel de Thorpe, Hugh Grant provou mesmo que está a melhorar à medida que envelhece". O The Guardian descreveu-o como "totalmente cativante" e o The Boston Globe escreveu: "Hugh Grant é uma revelação". A The New Yorker afirmou: "Hugh Grant tem um desempenho brilhante como Thorpe e ele capta a sua arrogância, charme e natureza profundamente evasiva com subtileza. Um quarto de século após Hugh se ter estabelecido como a paixoneta de toda a gente com a sua estreia nas comédias românticas em Quarto Casamentos e Um Funeral... o ator, que tem agora quase 60 anos, revelou ter um dom para mostrar o que acontece a uma pessoa quando o charme se transforma em algo consideravelmente mais sombrio". O desempenho de Hugh valeu-lhe nomeações para vários prémios, incluindo o Emmy, Screen Actors Guild Award, Globo de Ouro e BAFTA.
Em 2019, Hugh interpretou mais um antagonista em The Gentlemen de Guy Ritchie, a sua segunda colaboração com o realizador. Hugh interpreta o papel de Fletcher, um detetive privado decadente e sem escrúpulos que ele descreveu como "uma escolha de papel divertida" em referência ao seu trabalho com a organização Hacked Off. Hugh afirmou que baseou a sua personagem em jornalistas de tabloides que "dantes eram os meus inimigos e que agora são meus amigos". Apesar de o filme ter recebido críticas mistas, o desempenho de Hugh foi elogiado. Stephen Dalton do The Hollywood Reporter descreveu Hugh como "a vida cómica" do filme, acrescentando que ele "saboreia todas as deixas irónicas e Guy Ritchie dá bom uso ao seu talento para comédia com cara séria". Joe Morgenstern do Wall Street Journal também elogiou bastante o trabalho do ator: "numa palavra, Hugh Grant é sensacional. Em mais duas palavras, é absolutamente hilariante; é do melhor trabalho que ele já fez no ecrã".
Em 2020, Hugh protagonizou a minissérie da HBO, The Undoing, com Nicole Kidman e Donald Sutherland. A minissérie estreou em 25 de outubro de 2020 com críticas mistas, mas a crítica elogiou o desempenho de Hugh. A crítica Caryn James disse que Hugh tinha "o papel mais composto" e acrescentou: "Ele define Jonathan de forma nítida como uma personagem duvidosa e mantém-se habilmente na linha para nos apanhar desprevenidos. Até que ponto devemos confiar no Jonathan? Quando ele começa a confessar alguns segredos, serão todos ou algum deles verdade? Com este papel e o seu recente em A Very English Scandal, Hugh tornou-se especialista em trazer este charme para personagens mais sombrias". Brian Tallerico do RogerEbert.com não ficou tão impressionado com a série, mas descreveu o desempenho de Hugh como "o melhor da série". Hugh recebeu nomeações para os Screen Actors Guild Awards, Globos de Ouro e Critics' Choice Television Award por este papel.
Em 2023, Hugh reuniu-se com Guy Ritchie para o filme de ação Operation Fortune: Ruse de Guerre com Jason Statham and Aubrey Plaza. O filme deveria ter sido lançado no início de 2022, mas sofreu vários atrasos. Apesar de o filme ter sido um falhanço a nível financeiro e de ter recebido críticas mistas, a reação ao desempenho de Hugh foi maioritariamente positiva.
O projeto seguinte de Hugh foi o filme de aventura e fantasia Dungeons & Dragons: Honor Among Thieves, onde interpretou o papel do burlão ambicioso Forge. Jonah Nink do Chicago Reader elogiou o seu desempenho, dizendo: "Nenhum membro do elenco se compara a Hugh Grant, que vinga em todos os segundos do seu desempenho fanfarrão como um dos vilões do filme".

## Ativismo contra a imprensa intrusiva
Em abril de 2011, Hugh publicou um artigo no New Statesman intitulado "The Bugger, Bugged" (O desgraçado escutado) sobre uma conversa (que se seguiu a um encontro anterior) com Paul McMullan, um ex-jornalista e paparazzo do tabloide News of the World. Durante a conversa, que foi gravada de forma secreta por Hugh, Paul alega que os editores do Daily Mail e do News of the World, em particular Andy Coulson, tinham dado ordens a jornalistas para gravarem conversas por telefone de forma ilegal e que o tinham feito com o conhecimento de políticos britânicos. Paul também disse que todos os primeiros-ministros britânicos desde Margaret Thatcher tinham cultivado uma relação próxima com Rupert Murdoch e com os seus executivos. Ele destacou a amizade entre David Cameron e Rebekah Brooks e concordou que ambos deviam saber do uso de escutas ilegais, afirmando que a falta de ação por parte de David Cameron poderia dever-se a interesses próprios: "O David Cameron está em dívida para com a Rebekah Wade por quase o ter ajudado a ganhar as eleições... Então, foi essa a apresentação que fiz no parlamento, que o David ou é mentiroso ou é um idiota".
Quando Hugh lhe perguntou se David Cameron tinha encorajado a polícia a "arrastar" a investigação de escutas ilegais feitas por jornalistas de Rupert Murdock, Paul McMullan concordou que isso tinha acontecido e afirmou que a própria polícia tinha aceitado subornos de jornalistas: "Vinte por cento da polícia já aceitou subornos de jornalistas de tabloides. Por isso, porque é que haveriam de querer abrir essa caixa de Pandora? E qual é o problema? Não magoa ninguém".
O artigo de Hugh gerou bastante interesse devido ao conteúdo revelador da conversa gravada e à novidade de virar o jogo contra um jornalista de tabloides.
Apesar de as alegações contra o News of the World terem recebido alguma cobertura por parte dos media (Hugh chegou a dar uma entrevista à BBC Radio 4 sobre o assunto), o caso só ganhou maiores dimensões quando foi revelado que o voicemail de Milly Dowler, uma adolescente de 13 anos que foi assassinada, tinha sido hackeado. A Scotland Yard descobriu que jornalistas do News of the World tinham acedido ao voicemail e até apagado algumas mensagens que poderiam ter servido de prova na investigação. Este caso chocou o público e os políticos e Hugh tornou-se numa espécie de porta-voz contra a News Corporation de Rupert Murdoch, o que culminou na sua participação no programa de BBC, Question Time, em julho de 2011 e no Inquérito Leveson.
Mais tarde, Hugh disse: "Tem sido fascinante estar envolvido noutro mundo. Precisava muito disso e de tratar de assuntos reais em vez de criar uma vida sintética, que é o que fiz nos últimos 25 anos".

## Vida pessoal

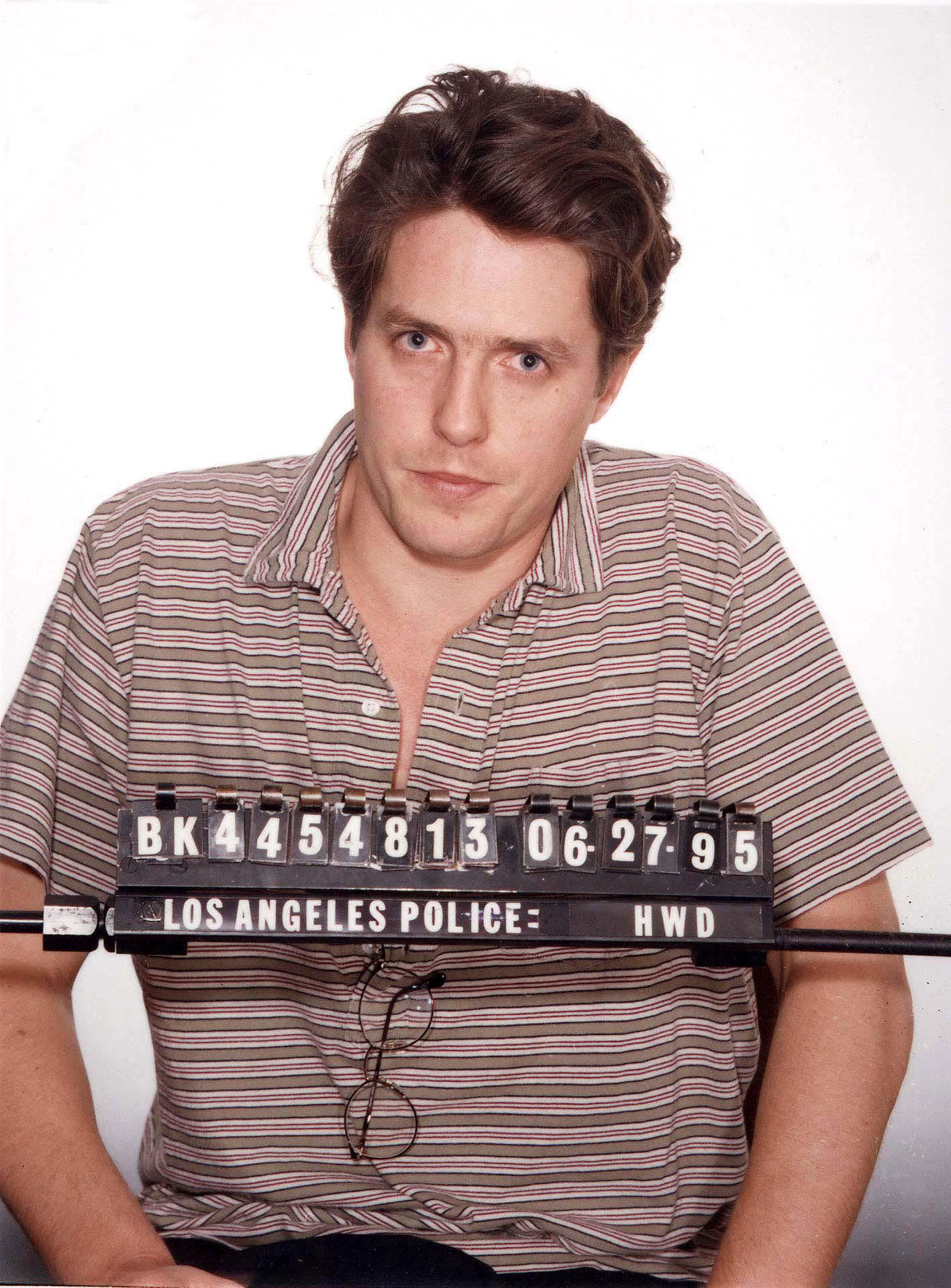
Foto de Hugh na delegacia após o episódio com Estella Marie Thompson

Grant namorou a atriz Elizabeth Hurley por muitos anos (o casal se separou em 2001). Em 1995, enquanto namorava Hurley, ele foi preso em Hollywood por uma conduta indecente (sexo oral) com a prostituta Divine Brown, num lugar público. Ele pediu desculpas por isso no programa The Tonight Show with Jay Leno. Hugh então começou a namorar a socialite e embaixadora da UNICEF, Jemima Khan, ex-esposa de Imran Khan e filha de Sir James Goldsmith, em 2004. Em fevereiro de 2007, o publicista de Grant, Robert Garloc, confirmou que os dois tinham mutualmente decidido terminar a relação.
Grant é amigo de Kyle MacLachlan. Thomas Sangster, que interpretou Sam em Love Actually, é o primo de quarto grau de Grant. Hugh tem dois gatos-de-bengala, que foram presentes de Jemima Khan. Joga críquete e gosta de golfetomando parte frequentemente de torneios de amadores profissionais, onde recebe aulas de Colin Montgomerie. É um fã do clube de futebol Fulham FC.
No dia 26 de abril de 2007, Hugh Grant não se conteve e se descontrolou quando um fotógrafo paparazzo pediu que levantasse a cabeça para uma foto em um momento de jogging matinal. Após atacar o fotógrafo, Grant atacou a sua família. Ele perguntou se o fotografo tinha filhos. Após saber que ele tinha duas crianças ele respondeu: 'Espero que elas morram de câncer'.
Em novembro de 2011 Hugh Grant foi pai pela primeira vez de uma menina, Tabitha. O segundo filho nasceu em Fevereiro de 2013. As crianças são fruto do relacionamento com Tinglan Hong.
Em setembro de 2012, foi pai de uma criança fruto do seu envolvimento com a produtora de televisão sueca, Anna Elisabeth Eberstein. O bebé nasceu três meses antes do seu irmão, Felix, filho do ator e Tinglan Hong, com quem Grant mantinha um relacionamento. Desta forma, ambas as mulheres estiveram grávidas em simultâneo.
Em março de 2018, nasceu o seu quinto filho, da sua relação com Anna Eberstein. Em maio de 2018 casou-se com Anna Elizabeth Eberstein.

## Filmografia

### Cinema e TV
| Ano  | Título                                                     | Em Português                                                  | Personagem                                                                                | Nota                                            |
| ---- | ---------------------------------------------------------- | ------------------------------------------------------------- | ----------------------------------------------------------------------------------------- | ----------------------------------------------- |
| 2025 | Bridget Jones: Mad About the Boy                           | Bridget Jones: Louca pelo Garoto Bridget Jones: Louca Por Ele | Daniel Cleaver                                                                            |                                                 |
| 2024 | Heretic                                                    |                                                               | Mr. Reed                                                                                  |                                                 |
| 2023 | Dungeons & Dragons                                         | Dungeons & Dragons: Honra Entre Rebeldes                      | Forge Fletcher                                                                            | Pós-produção                                    |
| 2022 | Glass Onion: A Knives Out Mystery                          | Glass Onion: A Knives Out Mystery                             | Phillip                                                                                   |                                                 |
| 2022 | Operation Fortune: Ruse de Guerre                          | Operation Fortune: Ruse de Guerre                             | Greg Simmonds                                                                             |                                                 |
| 2020 | The Undoing                                                | The Undoing                                                   | Dr. Jonathan Fraser                                                                       | Minissérie HBO                                  |
| 2019 | The Gentlemen                                              | Magnatas do Crime                                             | Fletcher                                                                                  |                                                 |
| 2018 | A Very English Scandal                                     | A Very English Scandal                                        | Jeremy Thorpe                                                                             | Minissérie                                      |
| 2017 | Paddington 2                                               | As Aventuras de Paddington 2                                  | Phoenix Buchanan                                                                          |                                                 |
| 2017 | Red Nose Day Actually                                      | Red Nose Day Actually                                         | David                                                                                     | Curta-metragem                                  |
| 2016 | Florence Foster Jenkins                                    | Florence - Quem é Essa Mulher?                                | St. Clair Bayfield                                                                        |                                                 |
| 2015 | The Man from U.N.C.L.E.                                    | O Agente da U.N.C.L.E.                                        | Alexander Waverly                                                                         |                                                 |
| 2014 | The Rewrite                                                | Virando a Página                                              | Keith Michaels                                                                            |                                                 |
| 2012 | Cloud Atlas                                                | A Viagem                                                      | Le Révérend Giles Horrox Gorille Hôtel Lloyd Hooks Denholme Cavendish Seer Rhee Chef Kona |                                                 |
| 2012 | The Pirates! In an Adventure with Scientists!              | Piratas Pirados!                                              | Voz: Capitão Pirata                                                                       | Animação 3D e Stop Motion                       |
| 2009 | Did You Hear About the Morgans?                            | Cadê os Morgan?                                               | Paul Morgan                                                                               |                                                 |
| 2007 | Music and Lyrics                                           | Letra e Música                                                | Alex Fletcher                                                                             |                                                 |
| 2006 | American Dreamz                                            | Tudo pela Fama                                                | Martin Tweed                                                                              |                                                 |
| 2004 | Bridget Jones's Diary                                      | Bridget Jones: No Limite da Razão                             | Daniel Cleaver                                                                            |                                                 |
| 2003 | Love Actually                                              | Simplesmente Amor                                             | David, Primeiro Ministro                                                                  |                                                 |
| 2002 | Two Weeks Notice                                           | Amor à Segunda Vista                                          | George Wade                                                                               |                                                 |
| 2002 | About a Boy                                                | Um Grande Garoto                                              | Will Freeman                                                                              |                                                 |
| 2001 | Bridget Jones's Diary                                      | O Diário de Bridget Jones                                     | Daniel Cleaver                                                                            |                                                 |
| 2000 | Small Time Crooks                                          | Trapaceiros                                                   | David Perrette                                                                            |                                                 |
| 1999 | Mickey Blue Eyes                                           | Mickey Olhos Azuis                                            | Michael Felgate                                                                           |                                                 |
| 1999 | Notting Hill                                               | Um Lugar Chamado Notting Hill                                 | William Thacker                                                                           |                                                 |
| 1999 | Doctor Who and the Curse of Fatal Death                    | Especial para caridade de Doctor Who                          | The Handsome Doctor                                                                       | Especial para Televisão                         |
| 1996 | Extreme Measures                                           | Medidas Extremas                                              | Dr. Guy Luthan                                                                            |                                                 |
| 1996 | The Nanny                                                  | Competente e Descarada                                        | Ele mesmo                                                                                 | Episódio: "The Rosie Show"                      |
| 1995 | An Awfully Big Adventure                                   | Jogos de Ilusão                                               | Meredith Potter                                                                           |                                                 |
| 1995 | Nine Months                                                | Noves Meses                                                   | Samuel Faulkner                                                                           |                                                 |
| 1995 | Sense and Sensibility                                      | Razão e Sensibilidade                                         | Edward Ferrars                                                                            |                                                 |
| 1995 | The Englishman who Went up a Hill but Came down a Mountain | O Inglês que Subiu a Colina e Desceu a Montanha               | Reginald Anson                                                                            |                                                 |
| 1994 | Four Weddings and a Funeral                                | Quatro Casamentos e um Funeral                                | Charles                                                                                   |                                                 |
| 1994 | Sirens                                                     | Sereias                                                       | Anthony Campion                                                                           |                                                 |
| 1993 | The Remains of the Day                                     | Vestígios do Dia                                              | Reginald Cardinal                                                                         |                                                 |
| 1993 | Night Train to Venice                                      | O Último Trem para Veneza                                     | Martin Gamil                                                                              |                                                 |
| 1992 | Bitter Moon                                                | Lua de Fel                                                    | Nigel Dobson                                                                              |                                                 |
| 1992 | Shakespeare: The Animated Tales                            | Shakespeare: The Animated Tales                               | Voz: Sebastian                                                                            | Episódios: "Twelfth Night"                      |
| 1991 | Impromptu                                                  | Paixões Secretas de Uma Mulher                                | Frederic Chopin                                                                           |                                                 |
| 1991 | The Trials of Oz                                           | The Trials of Oz                                              | Richard Neville                                                                           | Filme para TV                                   |
| 1991 | Performance                                                | Performance                                                   | Alsemero/Richard Neville                                                                  | 2 episódios                                     |
| 1991 | Our Sons                                                   | Nossos Filhos                                                 | James Grant                                                                               | Filme para TV                                   |
| 1990 | The Big Man                                                | Luta Decisiva                                                 | Gordon                                                                                    |                                                 |
| 1989 | Champagne Charlie                                          | As Aventuras de Charlie                                       | Charles Heidsieck                                                                         | Filme para TV                                   |
| 1989 | Till We Meet Again                                         | Nas Asas da Paixão                                            | Bruno de Lancel                                                                           | Mini Série                                      |
| 1989 | The Lady and the Highwayman                                | A Dama e o Assaltante                                         | Lucius Vyne/Silver Blade                                                                  | Filme para TV                                   |
| 1988 | The Bengali Night                                          | As Noites de Bengali                                          | Allan                                                                                     |                                                 |
| 1988 | Rowing with the Wind                                       | A Verdadeira História de Frankenstein                         | Lord Byron                                                                                |                                                 |
| 1988 | The Lair of the White Worm                                 | A Maldição da Serpente                                        | Lord James D'Ampton                                                                       |                                                 |
| 1988 | The Dawning                                                | O Despertar De Uma Realidade                                  | Harry                                                                                     |                                                 |
| 1987 | Maurice                                                    | Maurice                                                       | Clive Durham                                                                              |                                                 |
| 1987 | White Mischief                                             | Incontrolável Paixão                                          | Hugh Dickinson                                                                            |                                                 |
| 1986 | Lord Elgin and Some Stones of No Value                     | Lord Elgin and Some Stones of No Value                        | William Nisbet/James                                                                      | Filme para TV                                   |
| 1986 | Shades of Darkness: The Demon Lover                        | Shades of Darkness: The Demon Lover                           | Robert Drover                                                                             | T02 E01                                         |
| 1986 | Ladies in Charge                                           | Ladies in Charge                                              | Gerald Boughton-Green                                                                     | Episódios: "The Shadow"                         |
| 1986 | A Very Peculiar Practice                                   | A Very Peculiar Practice                                      | Preacher Colin                                                                            | Episódios: "We Love You, That's Why We're Here" |
| 1985 | Honour, Profit & Pleasure                                  | Honra, Lucro e Prazer                                         | Burlington                                                                                | Filme para TV                                   |
| 1985 | Jenny's War                                                | Missão de amor                                                | Peter Baines                                                                              | 3 episódios                                     |
| 1985 | The Detective                                              | Detetive                                                      | Andrew Blackenall                                                                         | 2 episódios                                     |
| 1985 | The Last Place on Earth                                    | The Last Place on Earth                                       | Apsley Cherry-Garrard                                                                     | 6 episódios                                     |
| 1982 | Privileged                                                 | Privileged                                                    | Lord Adrian                                                                               |                                                 |